# Engerwitzdorf
Engerwitzdorf  är en ort och  kommun i Österrike. Den ligger i distriktet Urfahr-Umgebung i förbundslandet Oberösterreich,  140 kilometer väster om huvudstaden Wien. 
Kommunen består av 30 orter (Ortschaften) (inom parentes invånarantal 1 januari 2024):

- Aigen (58)
- Amberg (109)
- Au (62)
- Außertreffling (860)
- Bach (351)
- Edtsdorf (97)
- Engerwitzberg (157)
- Engerwitzdorf (745)
- Gallusberg (366)
- Gratz (64)
- Haid (497)
- Hohenstein (44)
- Holzwiesen (144)
- Innertreffling (622)
- Klendorf (241)
- Langwiesen (21)
- Linzerberg (972)
- Mittertreffling (1 304)
- Niederkulm (70)
- Niederreitern (87)
- Niederthal (103)
- Oberreichenbach (139)
- Oberthal (105)
- Schmiedgassen (129)
- Schweinbach (1 433)
- Steinreith (93)
- Unterreichenbach (35)
- Weingraben (23)
- Wolfing (47)
- Zinngießing (114)